# Discographie de Sonny Clark
La discographie de Sonny Clark, pianiste américain de jazz, comprend une dizaine d'albums qu'il a enregistré en studio et en tant que leader, principalement pour le label Blue Note. L'article propose aussi une liste des albums de Clark enregistrés en tant que sideman.

## Discographie

### En leader
| Enregistrement | Nom de l'album       | Label              | Notes                                                 |
| -------------- | -------------------- | ------------------ | ----------------------------------------------------- |
| 1955           | Oakland, 1955        | Uptown             | Album studio.                                         |
| 1957           | Dial "S" for Sonny   | Blue Note Records. | Album studio.                                         |
| 1957           | Sonny's Crib         | Blue Note.         | Album studio.                                         |
| 1957           | Sonny Clark Trio     | Blue Note.         | Album studio. Avec Paul Chambers et Philly Joe Jones. |
| 1957-1958      | Sonny Clark Quintets | Blue Note.         | Album studio.                                         |
| 1957-1958      | The Art of the Trio  | Blue Note.         | Album studio.                                         |
| 1958           | Cool Struttin'       | Blue Note.         | Album studio.                                         |
| 1958           | Blues in the Night   | Blue Note.         | Album studio.                                         |
| 1959           | My Conception        | Blue Note.         | Album studio.                                         |
| 1959           | Sonny Clark Trio     | Audio Fidelity.    | Album studio. Avec Max Roach et George Duvivier.      |
| 1961           | Leapin' and Lopin'   | Blue Note.         | Album studio.                                         |

### Principales collaborations
| Enregistrement | Leader             | Nom de l'album                  | Label et notes                   |
| -------------- | ------------------ | ------------------------------- | -------------------------------- |
| 1953           | Art Pepper         | Art Pepper Quartet: Volume 1    | Time is. Album studio.           |
| 1954           | Jimmy Raney        | Together!                       | Xanadu Records. Album studio.    |
| 1954           | Jimmy Raney        | Visits Paris, Vol. 1            | Vogue. Album live.               |
| 1954           | Cal Tjader         | Tjader Plays Tjazz              | Fantasy Records. Album live.     |
| 1955           | Buddy DeFranco     | Sweet and Lovely                | Verve Records. Album studio.     |
| 1954-1956      | Howard Rumsey      | Oboe/Flute                      | OJC. Album studio.               |
| 1956           | Howard Rumsey      | Music for Lighthousekeeping     | OJC. Album studio.               |
| 1956           | Serge Chaloff      | Blue Serge                      | Blue Note Records. Album studio. |
| 1956           | Lawrence Marable   | Tenorman                        | Blue Note Records. Album studio. |
| 1957           | Curtis Fuller      | Bone & Bari                     | Blue Note Records. Album studio. |
| 1957           | Curtis Fuller      | Curtis Fuller Volume 3          | Blue Note Records. Album studio. |
| 1957           | John Jenkins       | John Jenkins with Kenny Burrell | Blue Note Records. Album studio. |
| 1957           | Johnny Griffin     | The Congregation                | Blue Note Records. Album studio. |
| 1957           | Clifford Jordan    | Cliff Craft                     | Blue Note Records. Album studio. |
| 1957           | Sonny Rollins      | The Sound of Sonny              | Riverside Records. Album studio. |
| 1957           | Hank Mobley        | Poppin'                         | Blue Note Records. Album studio. |
| 1957           | Hank Mobley        | Hank Mobley                     | Blue Note Records. Album studio. |
| 1957           | Hank Mobley        | Curtin Call                     | Blue Note Records. Album studio. |
| 1957           | Lee Morgan         | Candy                           | Blue Note Records. Album studio. |
| 1957           | Lou Donaldson      | Lou Takes Off                   | Blue Note Records. Album studio. |
| 1958           | Curtis Fuller      | Two Bones                       | Blue Note Records. Album studio. |
| 1958           | Tina Brooks        | Minor Move                      | Blue Note Records. Album studio. |
| 1958           | Bennie Green       | Gooden's Corner                 | Blue Note Records. Album studio. |
| 1958           | Bennie Green       | The 45 Session                  | Blue Note Records. Album studio. |
| 1958           | Bennie Green       | Minor Revelation                | Blue Note Records. Album studio. |
| 1958           | Louis Smith        | Smithville                      | Blue Note Records. Album studio. |
| 1959           | Philly Joe Jones   | Showcase                        | Riverside Records. Album studio. |
| 1959-1960      | Jackie McLean      | Jackie's Bag                    | Blue Note Records. Album studio. |
| 1961           | Grant Green        | Gooden's Corner                 | Blue Note Records. Album studio. |
| 1961           | Jackie McLean      | A Fickle Sonance                | Blue Note Records. Album studio. |
| 1961-1962      | Stanley Turrentine | Jubilee Shout!!!                | Blue Note Records. Album studio. |
| 1962           | Grant Green        | Nigeria                         | Blue Note Records. Album studio. |
| 1962           | Grant Green        | Oleo                            | Blue Note Records. Album studio. |
| 1962           | Dexter Gordon      | Go                              | Blue Note Records. Album studio. |
| 1962           | Dexter Gordon      | A Swingin' Affair               | Blue Note Records. Album studio. |
| 1962           | Jackie McLean      | Tippin' the Scales              | Blue Note Records. Album studio. |
| 1962           | Ike Quebec         | Easy Living                     | Blue Note Records. Album studio. |
| 1962           | Don Wilkerson      | Preach Brother!                 | Blue Note Records. Album studio. |
| 1962-1963      | Jackie McLean      | Vertigo                         | Blue Note Records. Album studio. |